# Tredegar (zespół rockowy)
Tredegar – zespół z Walii, założony w 1982 roku, w którego składzie znalazło się dwóch byłych członków zespołu Budgie - Tony Bourge i Ray Phillips. Składu dopełnili: Alan Fish oraz Andy Wood. Zespół zdołał nagrać jedną płytę Tredegar wydaną w 1986 roku. Ostatecznie zespół zakończył działalność w 1992 ale jeszcze w 1994 wydany został album zatytułowany Re-Mix Re-Birth z utworami nagranymi w 1991.
Po rozpadzie grupy, Ray Phillips, jego syn Justin oraz basista Tom Prince stworzyli grupę Six Ton Budgie, której nazwa została wymyślona na początku kariery Phillipsa, kiedy tworzył wraz z Bourge'em i Shelleyem grupę Budgie.